# Johann Rupert
Johann Peter Rupert (Stellenbosch, 1 de junio de 1950) es un empresario sudafricano.
Hijo del magnate empresarial sudafricano Anton Rupert y de su mujer, Huberte, es presidente de la compañía suiza Richemont, emporio del lujo. Asimismo preside la compañía Remgro. Junto con su familia, su fortuna se estima en $7.700 millones de dólares (2013). Forma parte del listado Forbes de personajes más ricos de Sudáfrica.

## Biografía
Creció en su ciudad natal, donde acudió al instituto y a la Universidad de Stellenbosch. Estudió economía y leyes.

## Carrera empresarial
Rupert estudió negocios en Ciudad de Nueva York, donde trabajó para Chase Manhattan durante dos años y para Lazard Freres durante tres años. Regresó a Sudáfrica en 1979 y fundó Rand Banco de Mercader del cual es CEO.
- 1984: Fusiona RMB y Rand Inversiones con la compañía de su padre, el Rembrandt Group.
- 1988 Fundó Richemont en 1988 y fue nombrado Director No Ejecutivo de Rothmans Internacional plc en 1988.  Elegido "Businessman del Año" por el The Sunday Times en el mismo año.
- 1989: Presidente del Rembrandt Group.
- 1993: Recibe el premio M.S. Louw del Afrikaanse Handelsinstituut.
- 1997: Nombrado Presidente No Ejecutivo de Campos de Oro Sudáfrica Ltd.
- 1999: Premio Mercado Libre por La Fundación de Mercado Libre de Sudáfrica.
- 2000: Rembrandt se reestructura y crea las compañías Remgro y VenFin. Preside Richemont SA.

## Otros intereses
Es miembro del consejo de la Fundación de Sudáfrica y de la Fundación de Naturaleza Sudafricana, del Instituto de Directores de Sudáfrica, del Suid-Afrikaanse Akademie vir Wetenskap en Kuns y Gestores Trustee, del fondo de Niños Nelson Mandela y del consejo consultivo internacional de Daimler Chrysler.

## Reconocimientos
- 2004: Doctor honoris causa en Economía por la Universidad de Stellenbosch.
- 2009: Nombrado "Oficial" de la "Orden de la Légion de Honor" por el presidente de la República Francesa.
- 2009: Elegido consejero de la Universidad de Stellenbosch.[2]
- 2010 Vicepresidente Honorario del europeo Golf Visita[3]
- 2010: Doctor honoris causa en Leyes por la Universidad de St. Andrews, Escocia.[4]

## Controversias
En septiembre de 2005, retiró fondos de sus inversiones en la revista de diseño británica Wallpaper que declaró el afrikáans como «una de las lenguas más feas del mundo».